# Soroi Eoe
Soroi Marepo Eoe, né le 24 décembre 1954, est un homme politique papou-néo-guinéen.

## Biographie
Éduqué dans des écoles luthériennes puis titulaire d'une licence en anthropologie sociale de l'université de Papouasie-Nouvelle-Guinée en 1978,, il est adjoint au conservateur de la collection d'objets anthropologiques au Musée national de Papouasie-Nouvelle-Guinée de 1979 à 1983.
Dans les années 2010 il est sans emploi, se consacrant à l'agriculture vivrière dans sa communauté locale comme beaucoup de ses compatriotes. Il se présente avec succès sous les couleurs du Pangu Pati aux élections législatives de 2017, entrant au Parlement national comme député de la ville de Kikori (en). Il est alors nommé ministre de la Jeunesse, des Cultes et du Développement local dans le gouvernement de Peter O'Neill. Il quitte toutefois le gouvernement en mai 2019, rejoint l'opposition et se voit ainsi confier en juin le poste de ministre des Affaires étrangères et du Commerce extérieur par le nouveau Premier ministre James Marape. Un remaniement ministériel le voit transféré à la fonction de ministre du Service public de novembre 2019 à décembre 2020, avant qu'il ne retrouve le portefeuille de ministre des Affaires étrangères et du Commerce extérieur.
Dans l'exercice de cette fonction, il précise que du point de vue du gouvernement, le conflit en Papouasie occidentale est une affaire interne à l'Indonésie, à laquelle le gouvernement de Papouasie-Nouvelle-Guinée ne peut rien même s'il compatit avec « nos frères » papous de Papouasie occidentale.
À l'issue des élections législatives de 2022, il est fait ministre des Relations avec les autorités provinciales et locales, tandis que Justin Tkatchenko est promu ministre des Affaires étrangères.